# Palefato
Palefato (in greco antico: Παλαίφατος?, Paláiphatos, in latino Palaephătus; fl. IV secolo a.C.) è stato un mitografo greco antico della fine del IV secolo a.C..

## Biografia
Sarebbe stato di Paro, stando a quanto dice la Suda, che lo fa contemporaneo di Artaserse, allievo di Aristotele e seguace della Scuola peripatetica, della quale prese l'indirizzo razionalizzante. Se l'Artaserse citato dalla Suda come suo contemporaneo è Artaserse III Oco, questi dati sono compatibili con uno studente di Aristotele (circa 340 a.C.), proveniente dalla zona intorno all'Ellesponto.
L'unica prova interna per la datazione nell'opera superstite di Palefato sono citazioni di due filosofi, Melisso e Lamisco, nell'introduzione e due riferimenti letterari. se Melisso è Melisso di Samo, visse nel secolo precedente, e un possibile Lamisco è un pitagorico lucano contemporaneo di Platone. 
I riferimenti letterari sono una citazione da Esiodo e la presentazione di Alcesti, che è molto simile a quella euripidea.

## LeStorie incredibili
Sotto il nome di Palefato ci è giunta un'operetta paradossografica, Sulle storie incredibili (Περὶ ἀπίστων Peri apiston; latino: De incredibilibus), una serie di 52 racconti mitologici con una spiegazione razionalizzante, che sopravvive in un testo bizantino probabilmente corrotto. È trasmesso da una dozzina di manoscritti dell'opera, dal XIII al XVI secolo, che differiscono in lunghezza e nell'ordine dei racconti. In questa operetta, Palefato parte dal presupposto che ogni mito racconti un fatto veramente accaduto, perfettamente credibile e confrontabile con la realtà contemporanea, come spiega nella prefazione.
Questi i 52 brevissimi racconti pervenuti nell'opera, che si presuppone, seguendo Suda, in 5 libri originari:
1. Sui Centauri; 2. Su Pasifae; 3. Sugli Sparti; 4. Sulla Sfinge cadmea; 5. Sulla volpe teumesia; 6. Su Atteone; 7. Sulle cavalle di Diomede; 8. Su Niobe; 9. Su Linceo; 10. Su Ceneo; 11. Su Cicno; 12. Su Dedalo e Icaro; 13. Su Atalanta e Melanione; 14. Su Callisto; 15. Su Europa; 16. Sul cavallo di Troia; 17. Su Eolo; 18. Sulle Esperidi; 19. Su Kottos e Briareo; 20. Su Scilla; 21. Su Dedalo; 22. Su Fineo; 23. Su Mestra; 24. Su Gerione; 25. Su Glauco di Sisifo; 26. Su Glauco di Minosse; 27. Su Glauco marino; 28. Su Bellerofonte; 29. Su Pelope e i cavalli; 30. Su Frisso; 31. Sulle figlie di Forco; 32. Sulle Amazzoni; 33. Su Orfeo; 34. Su Pandora; 35. Sulla stirpe delle ninfe Melie; 36. Su Eracle; 37. Su Ceto; 38. Sull'Idra; 39. Su Cerbero; 40. Su Alcesti; 41. Su Zeto; 42. Su Io; 43. Su Medea; 44. Su Onfale; 45. Sul corno di Amaltea.
Ad essi si aggiungono, come esplicitato dalla rubrica del manoscritto, sette racconti non razionalizzati:
46. Storia su Giacinto; 47. Storia su Marsia; 48. Su Faone; 49. Storia su Ladone; 50. Su Hera; 51. Su Orione; 52. Su Fetonte.
Quanto derivi da Palefato stesso è una questione aperta, anche se c'è un accordo generale che i sette capitoli finali di semplice mitologia, senza razionalizzazione, siano spuri. Nicola Festa, che ha curato il testo nel 1902, ritiene che i testi palefatiani fossero diventati un genere, sicché il testo che possediamo è una congerie di testi in quel genere, la maggior parte derivanti non da Palefato stesso.